# Brunellia neblinensis
Brunellia neblinensis, vrsta drveta iz porodice Brunelliaceae, dio reda ceceljolike. Ime je došlo po planinama Sa. de la Neblina u Venezueli.